# 게이큐 구리하마역
게이큐 구리하마역(일본어: 京急久里浜駅、けいきゅうくりはまえき 케이큐우쿠리하마에키[*])
(영어: Keikyū Kurihama Station)은 일본 가나가와현 요코스카시에 있는 철도역이다. 역번호는 KK67.

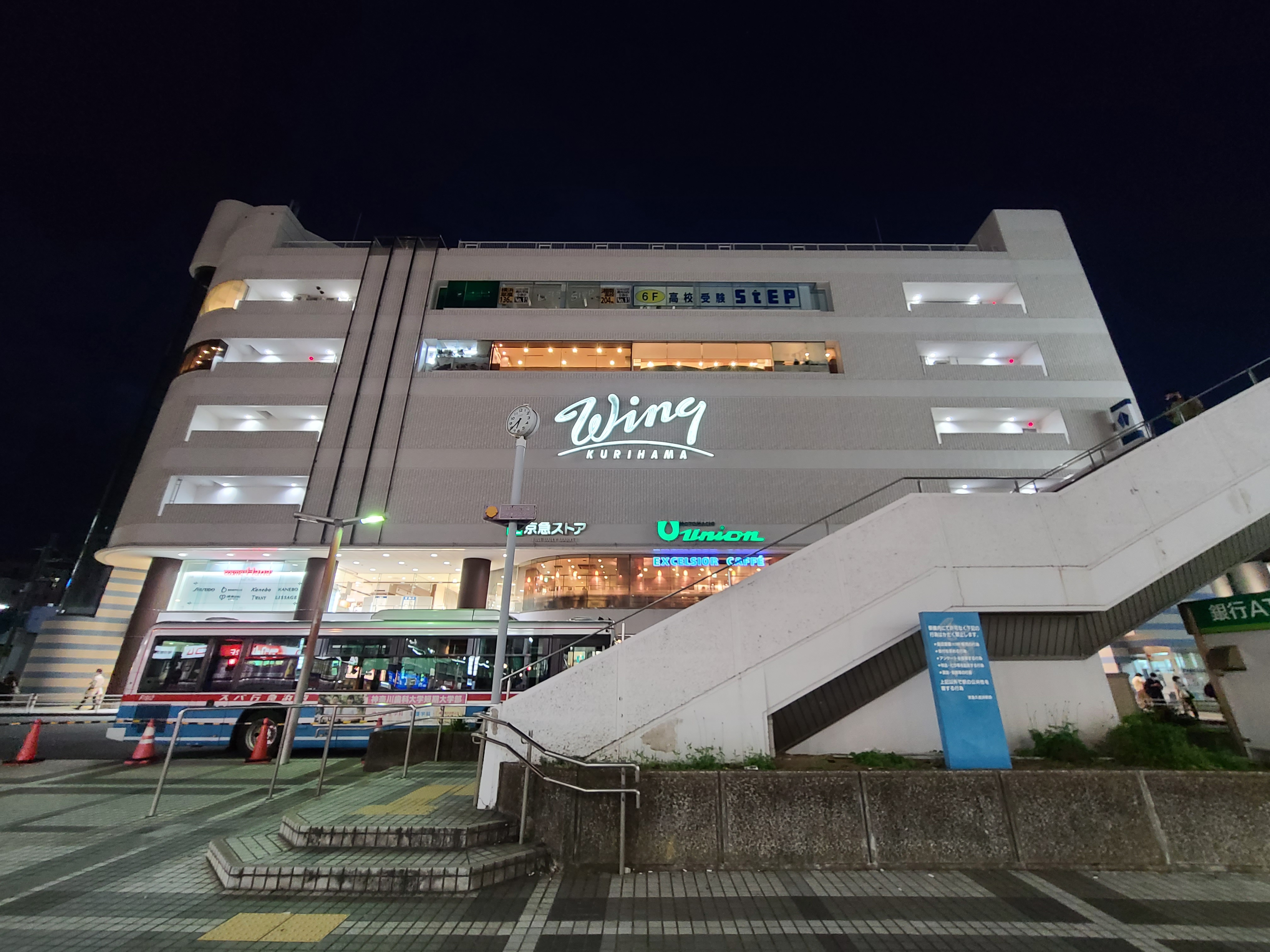
밤의 동쪽 출구

## 타는 곳
섬식 승강장 2면 3선을 가진 고가역이다. 당역에서 올라가는 방법은 복선, 내려가는 방법은 단선으로 되어 있어. 열차는 주로 1호선과 4호선에서 발착한다.2호선과 3호선은 선로 양쪽에 홈이 있는 중선으로, 당역 종착 또는 당역 첫 열차가 주로 사용한다.열차 시간표가 흐트러졌을 때는 지연 회복을 위해 미사키구치행 열차가 2호선에 입선할 수 있다.

 (중선 홈이 더 빠른 속도로 진입할 수 있다.)
게이큐 구리하마발 미사키구치행 열차는 원칙적으로 1호선에 정차하고 게이큐 구리하마역 정차와 접속한 후 출발한다.

구리하마선은 모두 완행이지만 게이큐 구리하마발 미사키구치행 전철에도 쾌특급 또는 특급 종별이 이용된다.

당역에서부터 앞에는 보통이라는 종별은 존재하지도 않고 있다.
 (아침에 보통 게이큐 구리하마행이 운행되고 있다.)
원칙적으로 주선 홈에 진입하는 열차는 시나가와 방면에서 입선하지만 미사키구치발 게이큐 구리하마행이 야간 등에는 운행되기 때문에 미사키구치 방면에서 주선 홈으로 전철이 들어오는 경우가 있다.

역 출입구는 명목상 ‘동쪽 출구’와 ‘서쪽 출구’로 나뉘어 있는데, 개찰구를 나와 오른쪽에 있는 ‘서쪽 출구’는 다시 왼쪽(남쪽)과 오른쪽(북쪽) 두 곳으로 나뉘어 있다.모두 계단이 있어 배리어 프리에는 대응하지 않고, 엘리베이터 에스컬레이터는 동쪽 출구에만 설치돼.JR 구리하마 역은 「서쪽 출구」우측 출구가 가장 가깝다.
| 1    | ■ 구리하마 선 | 미사키구치 방면 |
| 2    | 하차 전용     | (가끔 미사키구치 방면 열차가 사용함) |
| 3・4 | ■ 구리하마 선 | 요코스카추오・요코하마・게이큐 가와사키・시나가와 ○도영 지하철 아사쿠사 선 니혼바시・아사쿠사・오시아게 게이세이 선 아오토・게이세이 다카사고 방면 |

## 이용상황
2018년도의 하루 평균 승강 인원은 43,422명이며 게이큐선 전체 72개 역 중 12위.구리하마 선내에서는 최다, 요코스카 시내에서도요코스카 중앙역에 이어 많다.또, 근접하는 구리하마역(2014년도 1일 평균승차인원은 6,798명)과 비교하면, 대략 3배의 이용자수이다.
최근 1일 평균  '승강' 인원과  '탐' 인원의 추이는 다음과 같다.
| 연도   | 1일평균 승강인원 | 1일평균 승차인원 | 출처 |
| ------ | ---------------- | ---------------- | ---- |
| 1995년 |                  | 25,301           |      |
| 1998년 |                  | 23,608           |      |
| 1999년 |                  | 23,210           |      |
| 2000년 |                  | 22,691           |      |
| 2001년 |                  | 22,265           |      |
| 2002년 | 43,987           | 22,015           |      |
| 2003년 | 45,028           | 22,309           |      |
| 2004년 | 43,961           | 21,802           |      |
| 2005년 | 44,017           | 21,838           |      |
| 2006년 | 43,882           | 21,780           |      |
| 2007년 | 43,749           | 21,664           |      |
| 2008년 | 44,842           | 22,185           |      |
| 2009년 | 44,711           | 22,098           |      |
| 2010년 | 44,158           | 21,784           |      |
| 2011년 | 43,949           | 21,648           |      |
| 2012년 | 43,823           | 21,617           |      |
| 2013년 | 44,029           | 21,706           |      |
| 2014년 | 43,004           | 21,181           |      |
| 2015년 | 43,608           | 21,435           |      |
| 2016년 | 44,083           | 21,714           |      |
| 2017년 | 44,003           |                  |      |
| 2018년 | 43,422           |                  |      |

## 역세권 정보
- 구리하마역(동일본 여객철도 요코스카 선, 정기권 사용시만 환승역으로 간주됨.)

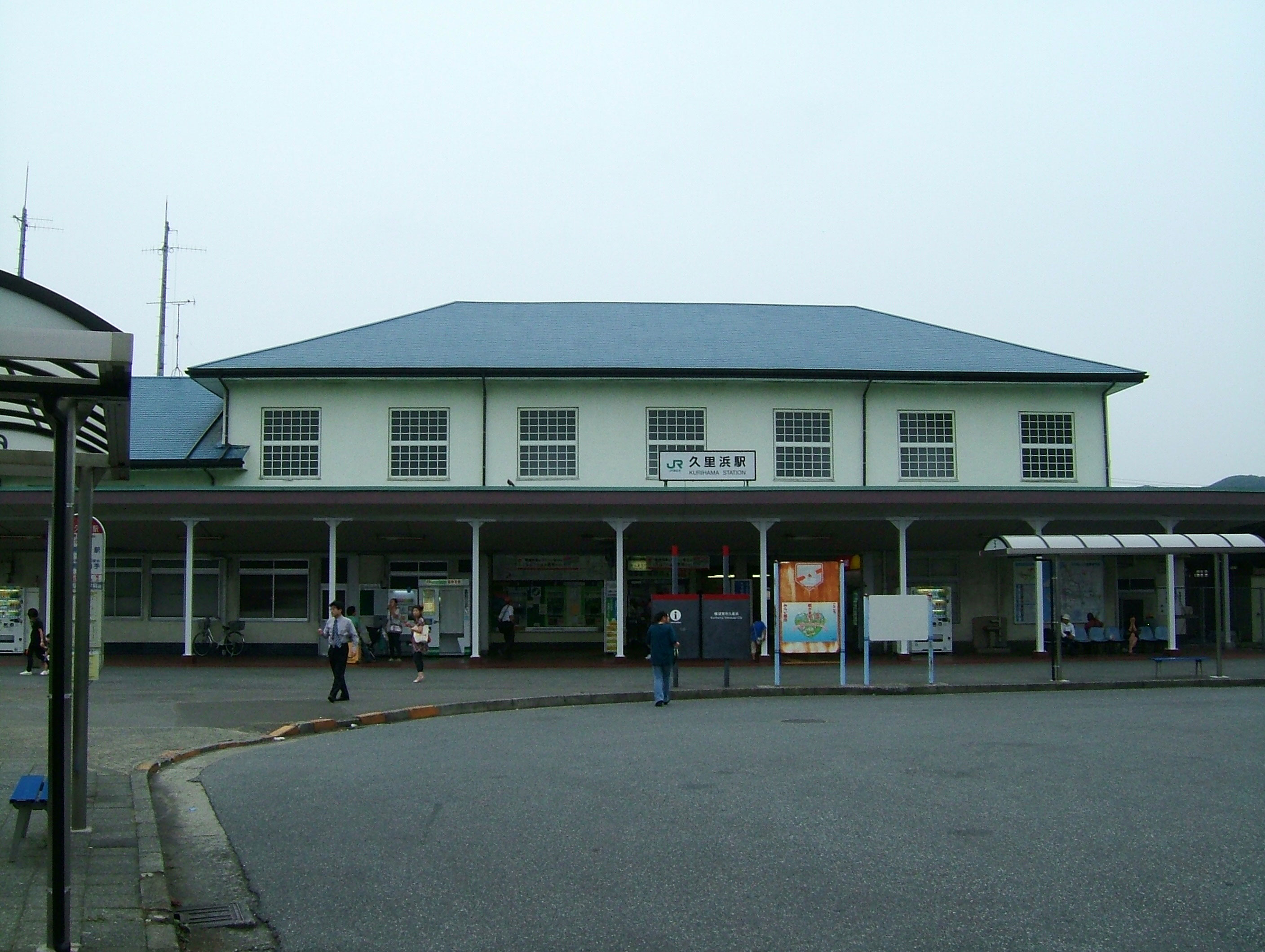

- 국도 134호선
- 우라가 수도
- 육상자위대 구리하마 주둔지

## 역사
- 1942년 12월 1일: 도쿄 급행 전철(다이토큐)이 구리하마역을 영업 개시.
- 1944년 4월 1일: 쇼난쿠리하마역(일본어: 湘南久里浜駅)으로 명칭 변경.
- 1948년 6월 1일: 게이힌 급행 전철에 이관됨.
- 1963년 11월 1일: 게이힌 구리하마 역(일본어: 京浜久里浜駅)으로 명칭 변경.
- 1987년 4월 25일: 역사 빌딩 '윙 구리하마'가 영업 개시.
- 1987년 6월 1일: 게이큐 구리하마 역(일본어: 京急久里浜駅)으로 명칭 변경.

## 갤러리

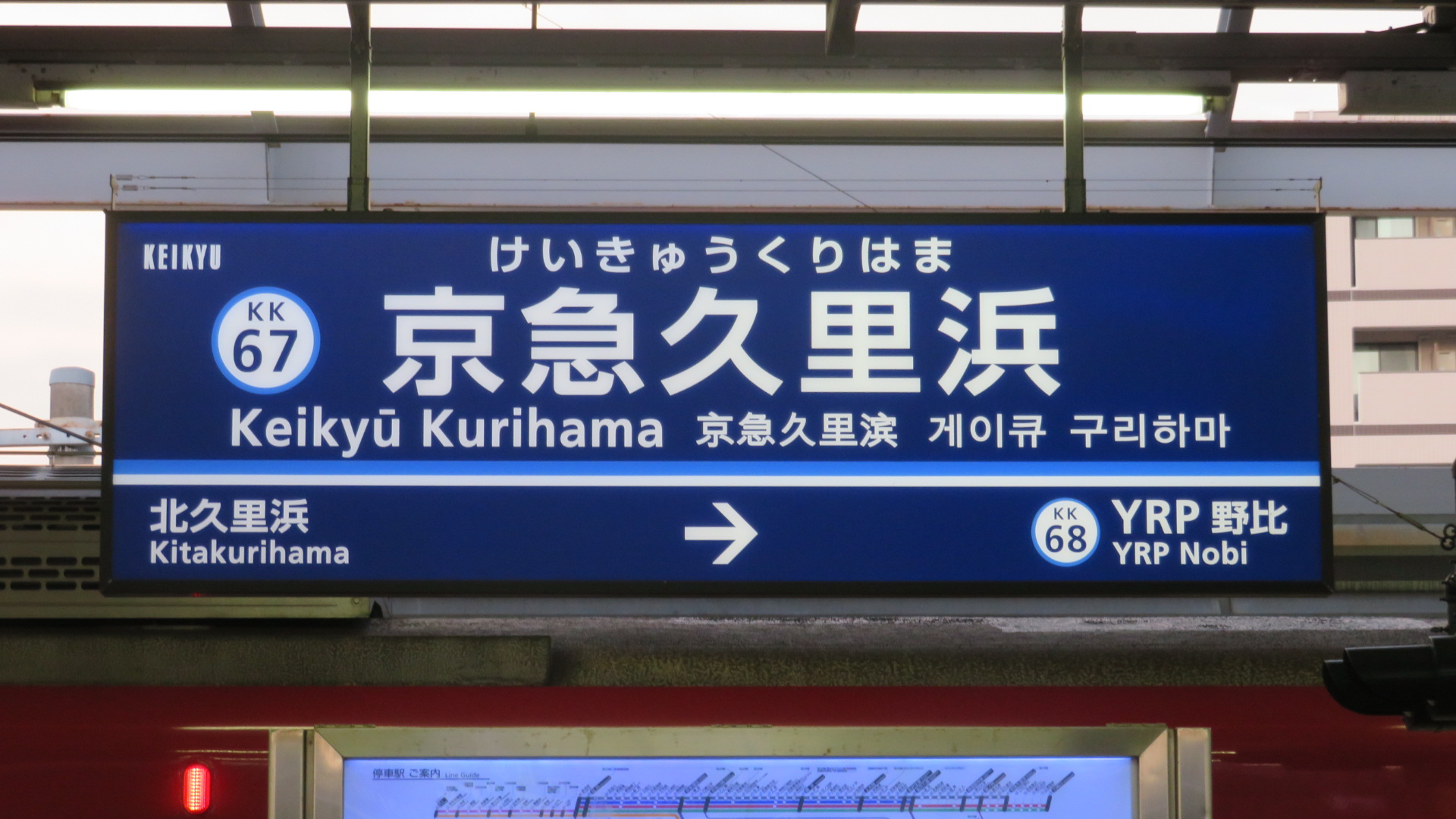
역명판
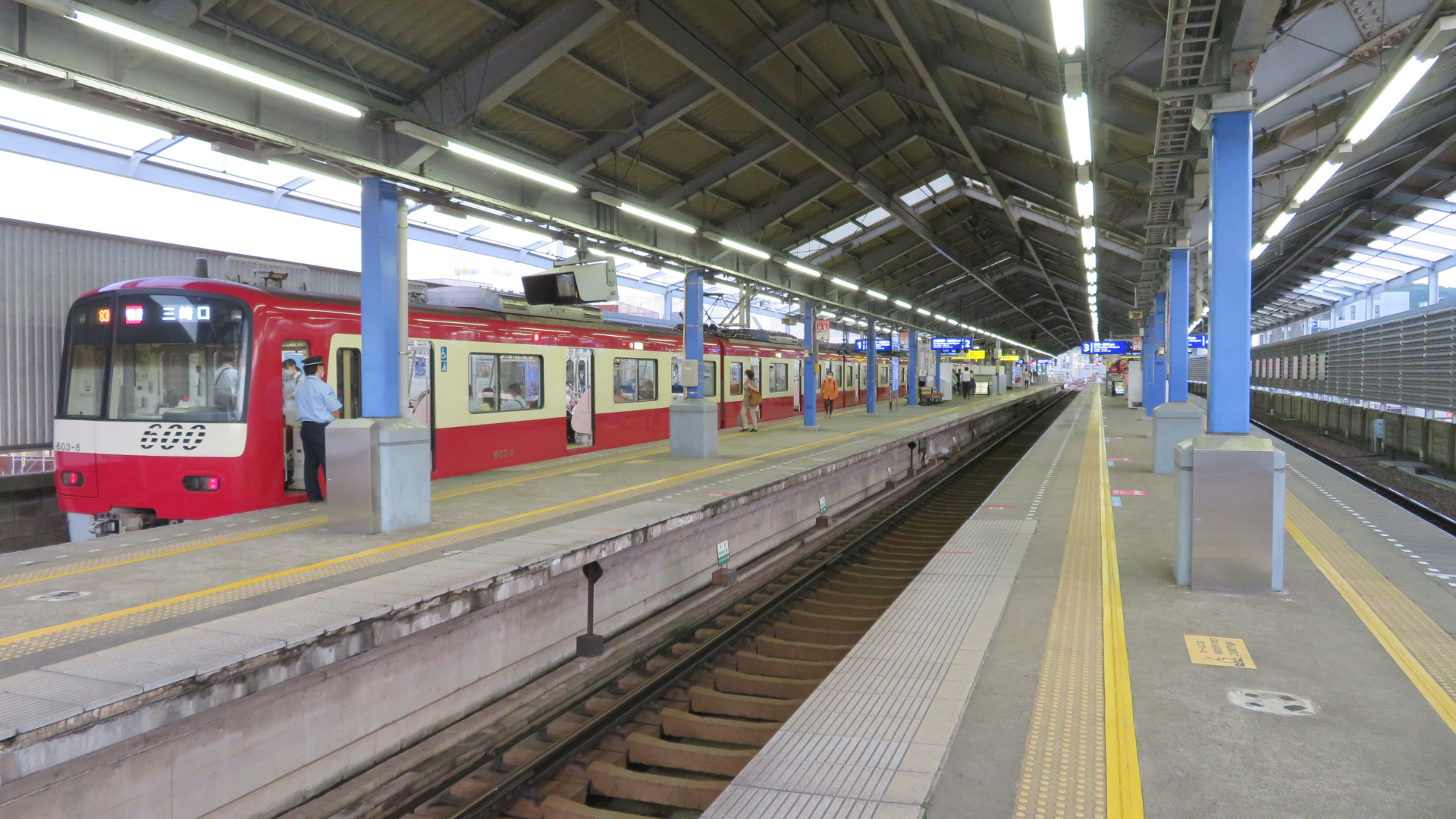
승강장 (2020년6월)
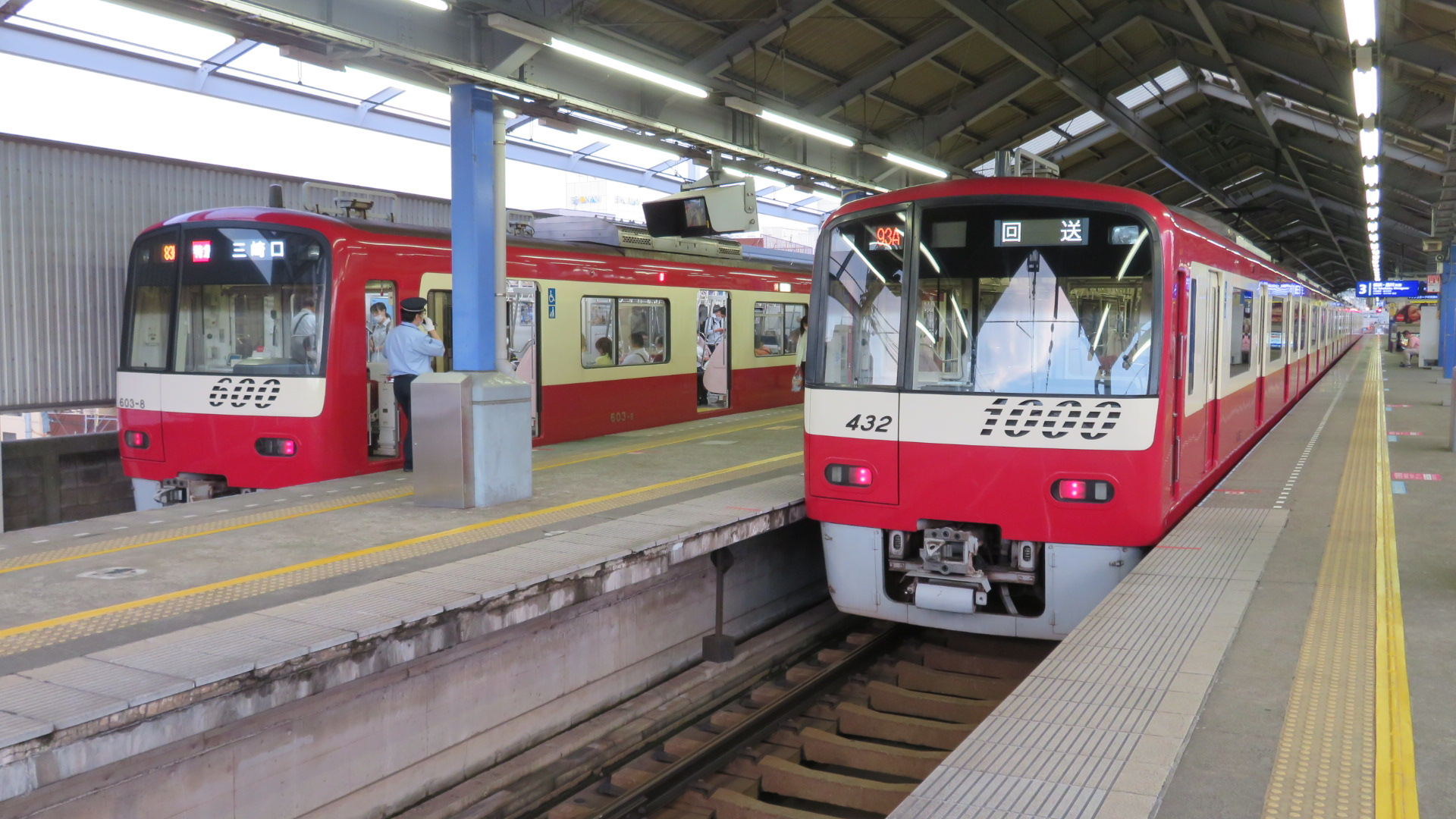
당역 종지와 미사키구치행 연결
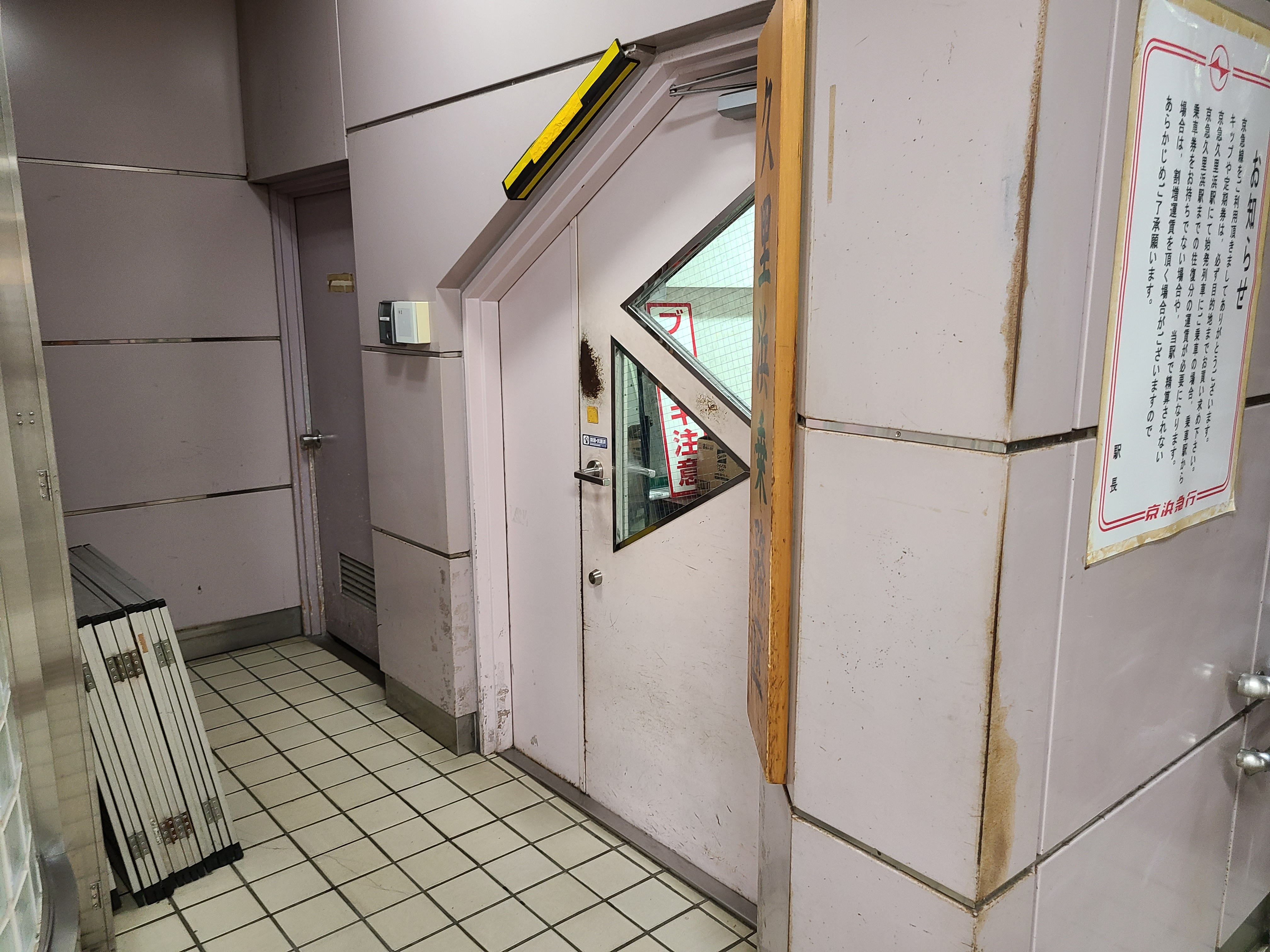
구리하마 승무구 출입구
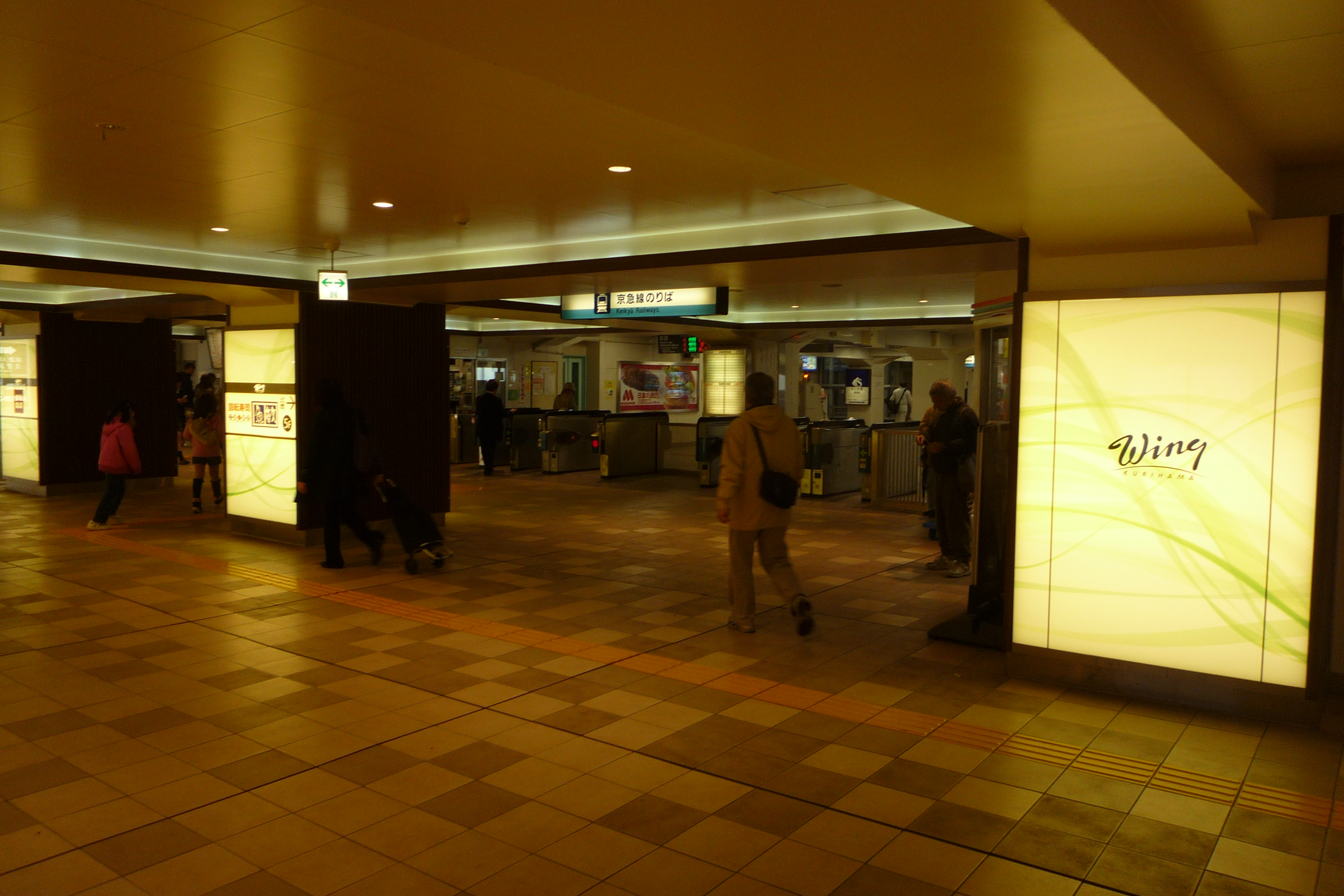
개찰구 (2010년 4월)
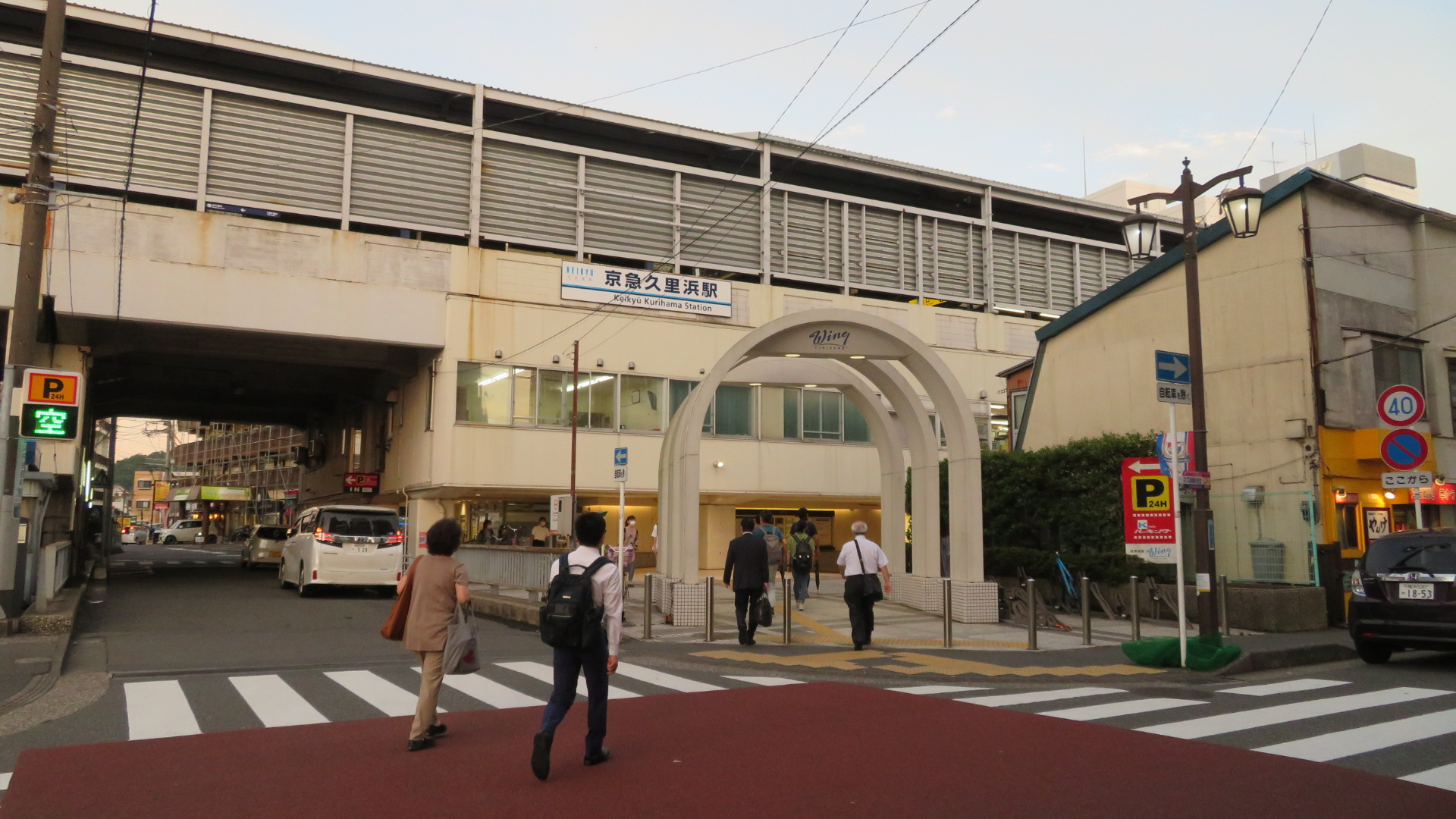
서쪽 출구 (2020년 6월). JR구리하마역에 여기에서.
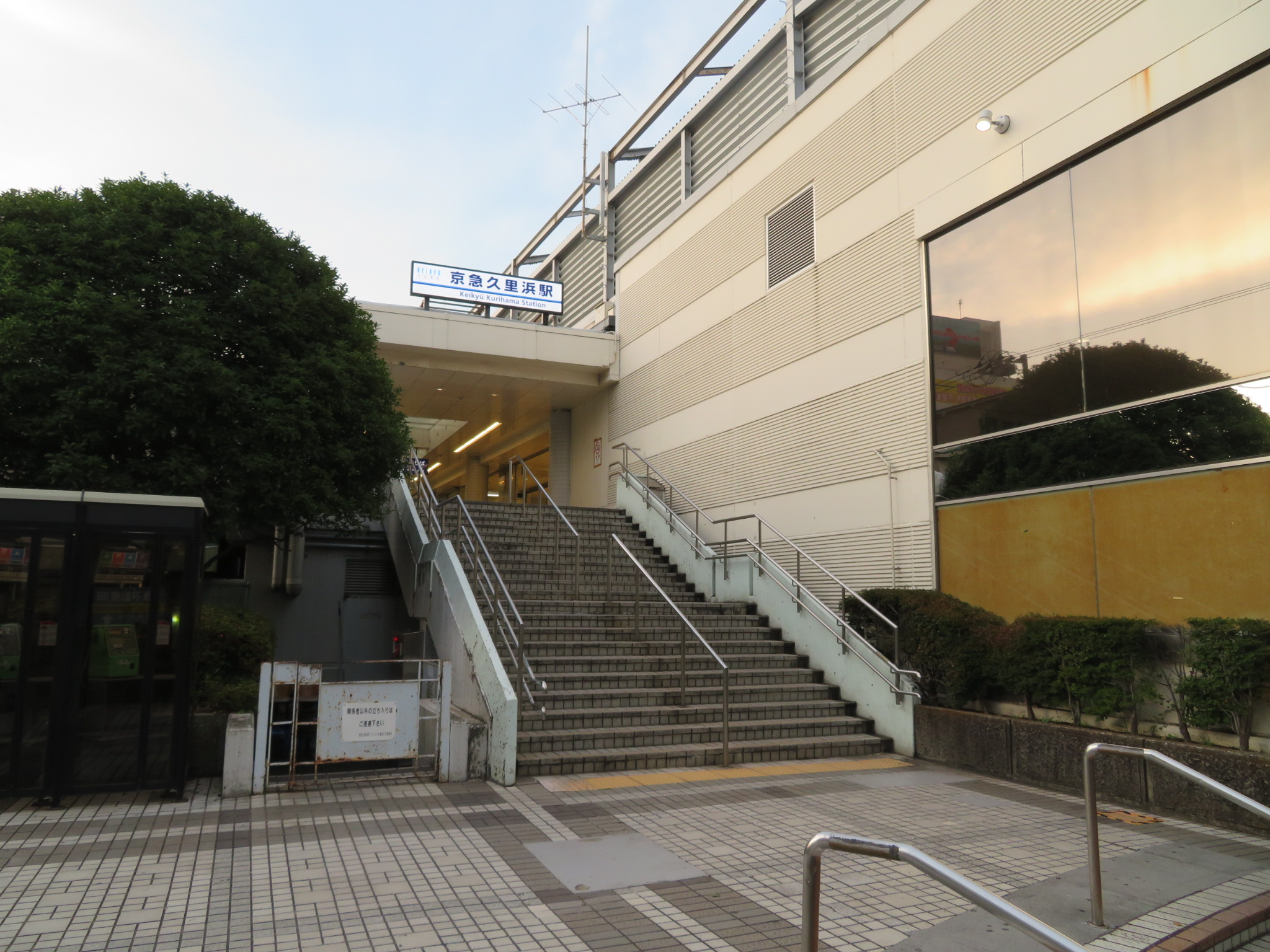
서쪽 출구（남방 2020년 6월）
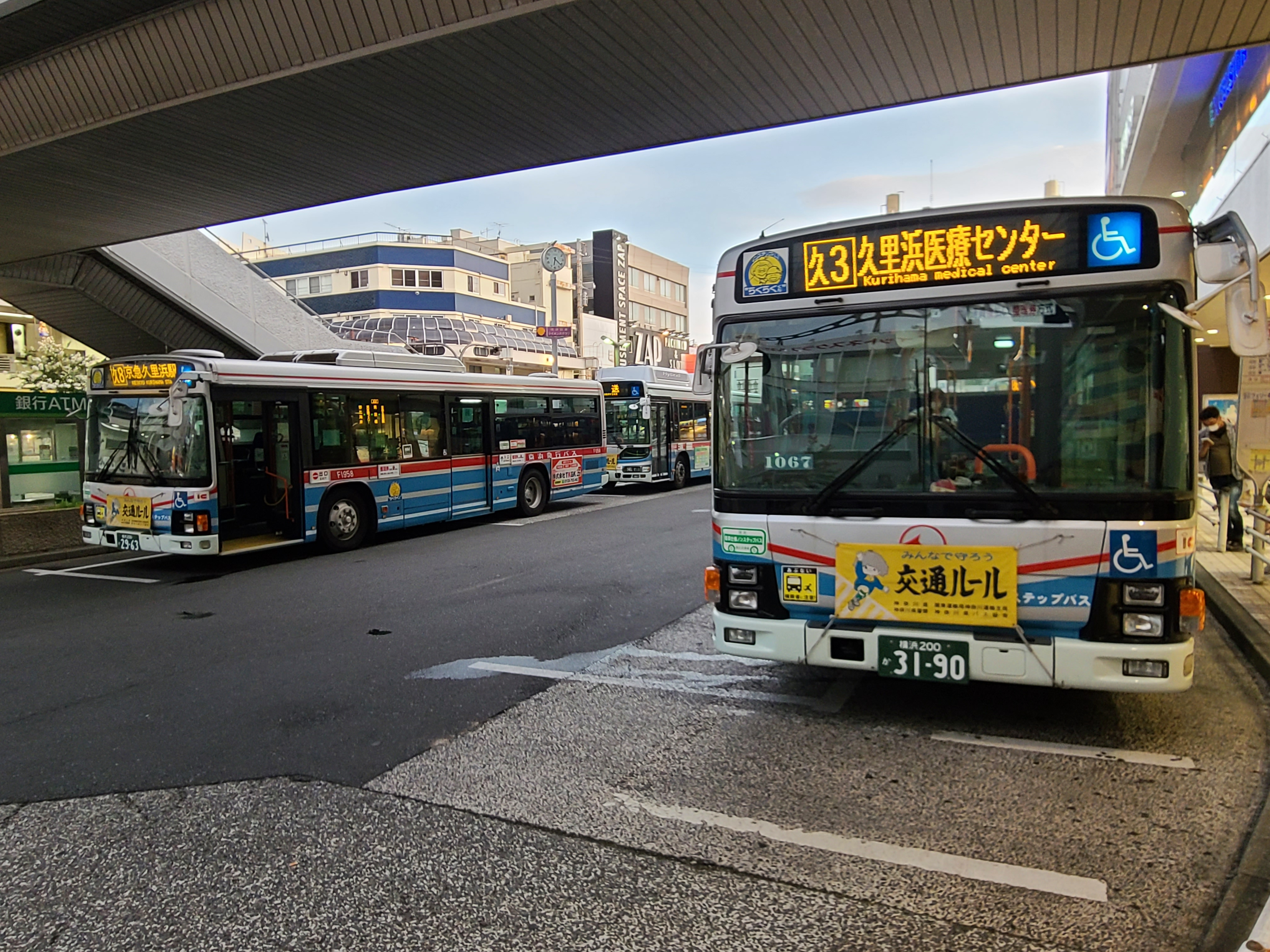
게이큐 구리하마역 동쪽 출구 버스터미널 (2020년 8월)
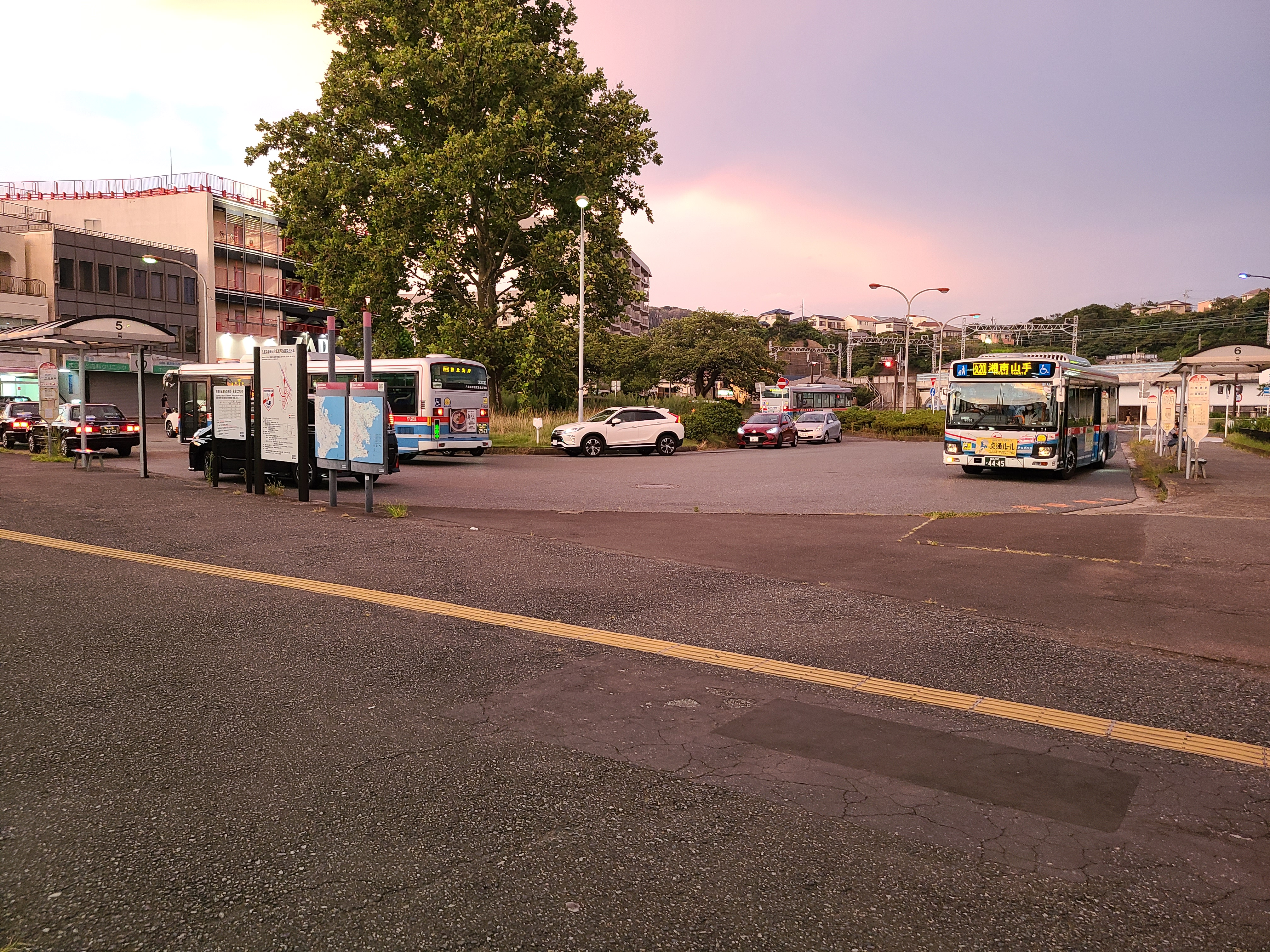
JR 구리하마역 버스터미널
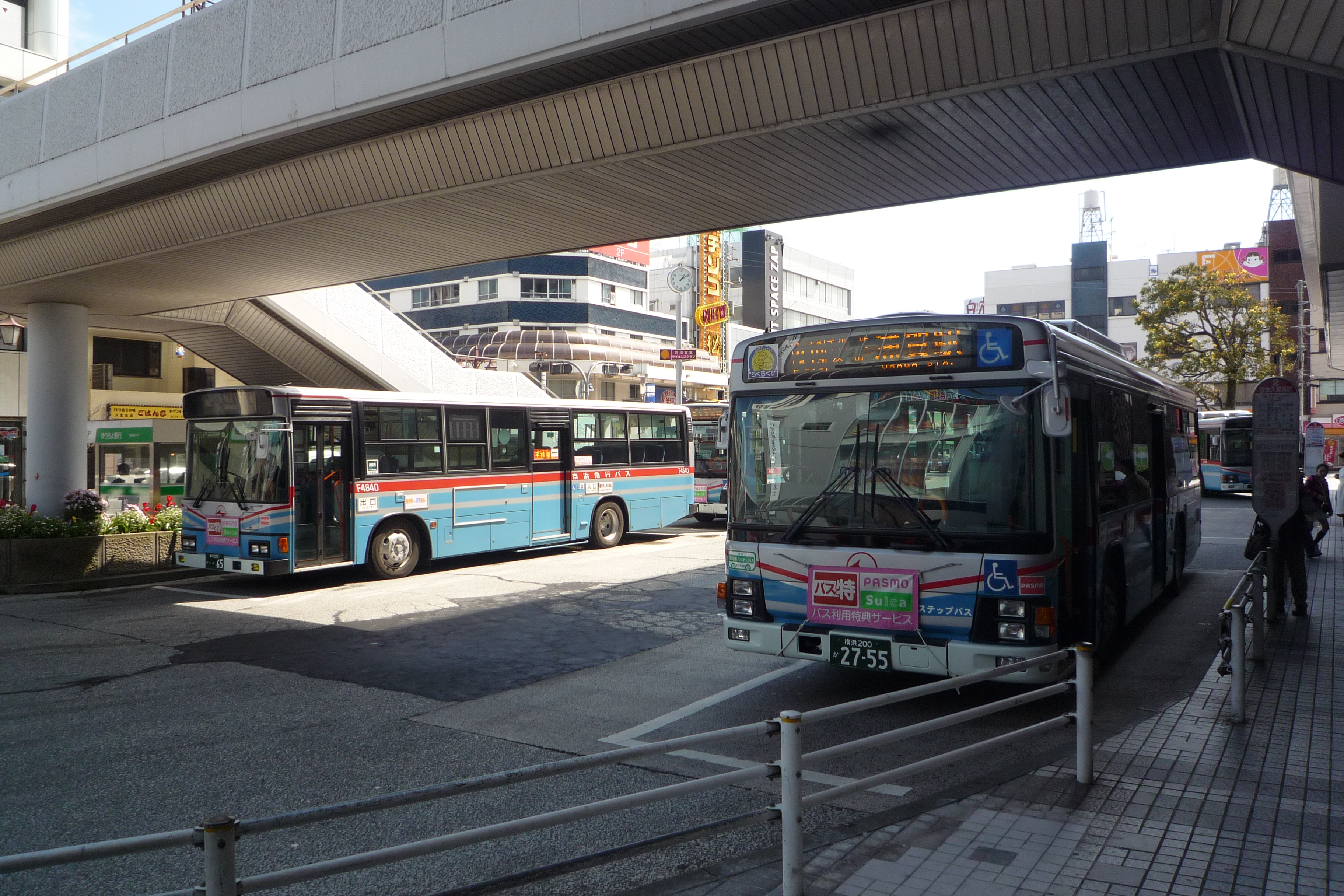
게이큐 구리하마역 버스터미널 2010년
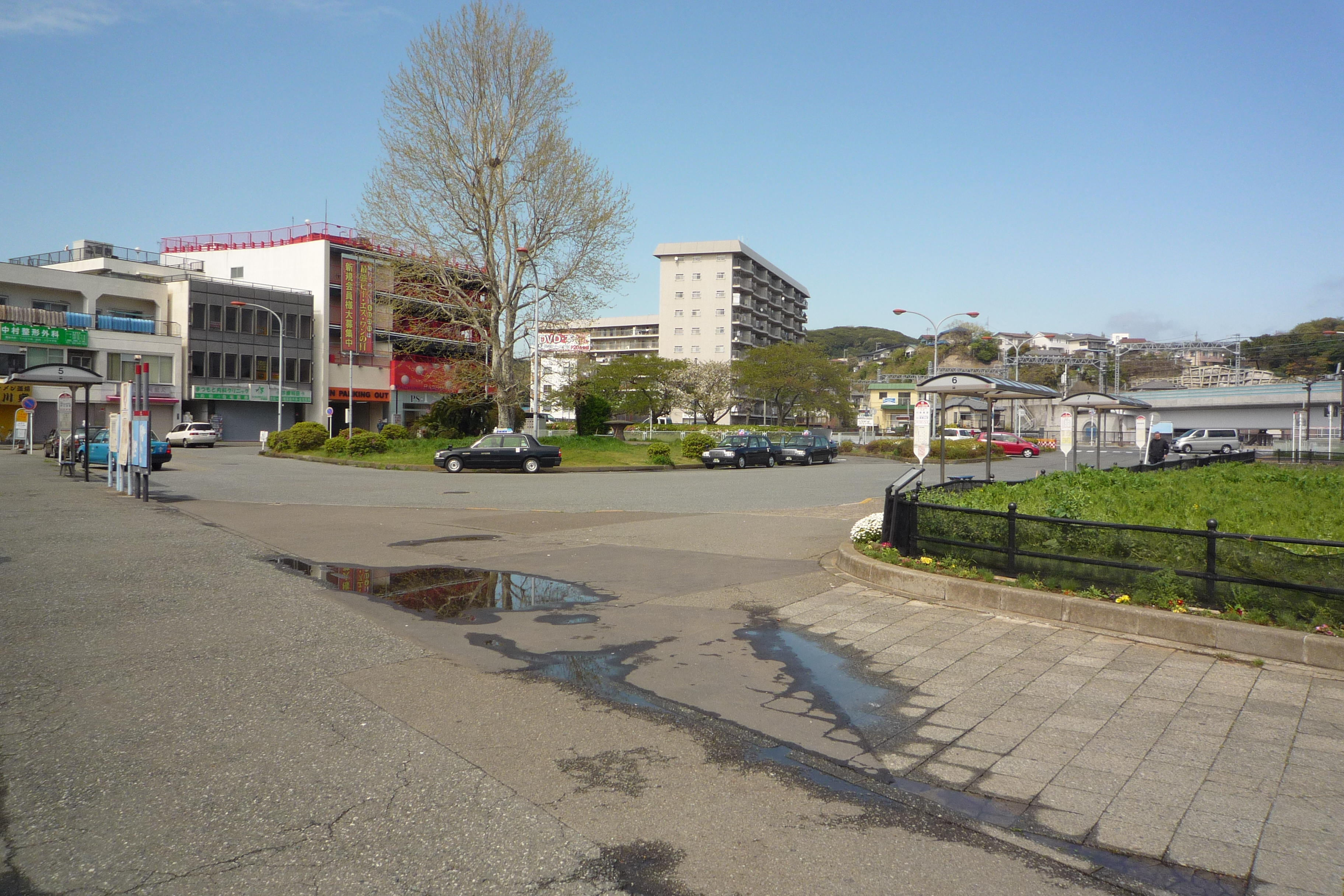
JR 구리하마역 버스터미널 2010년
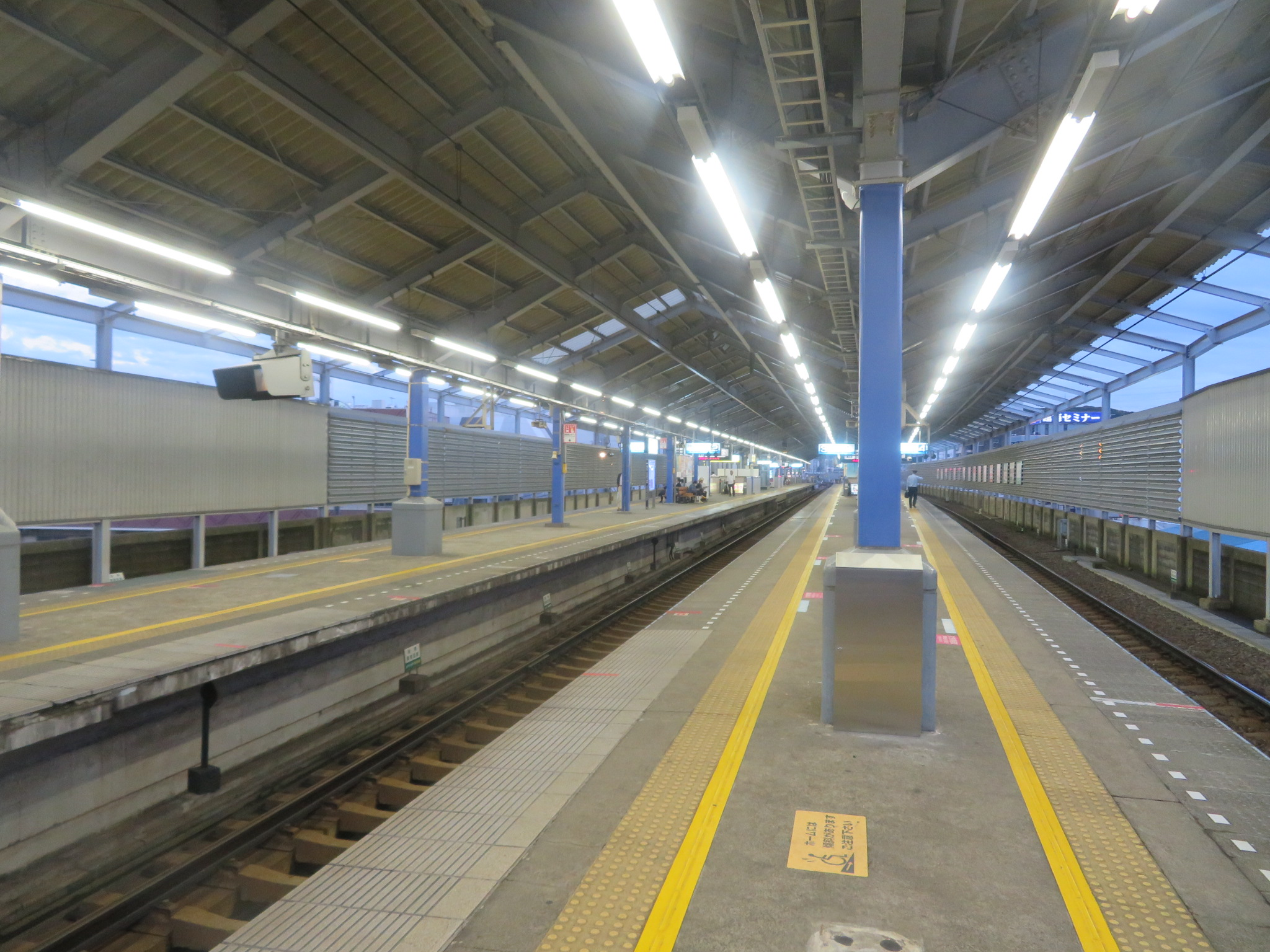
승강장 (2017년)
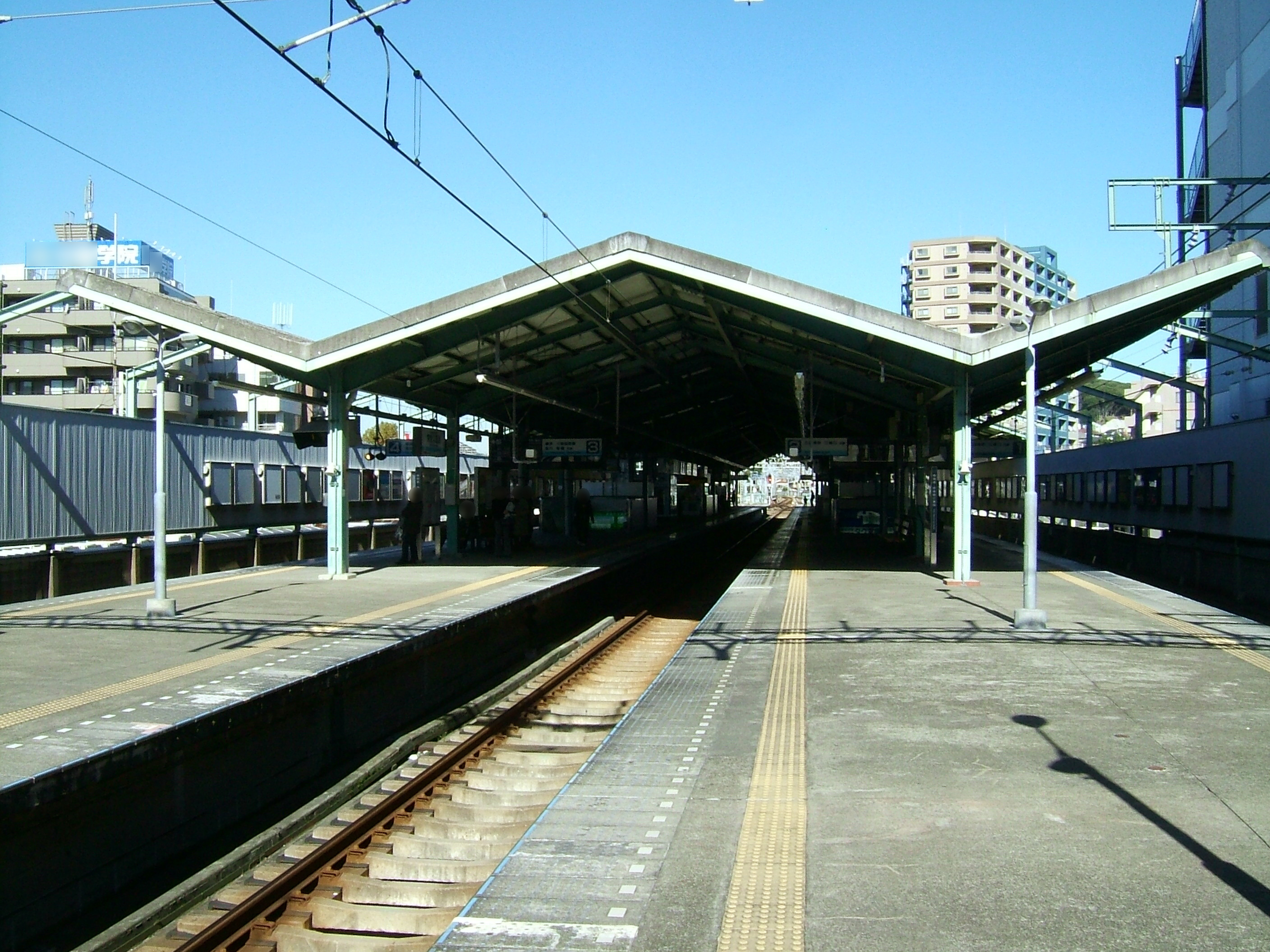
지붕 연신 이전 승강장 (2008년)
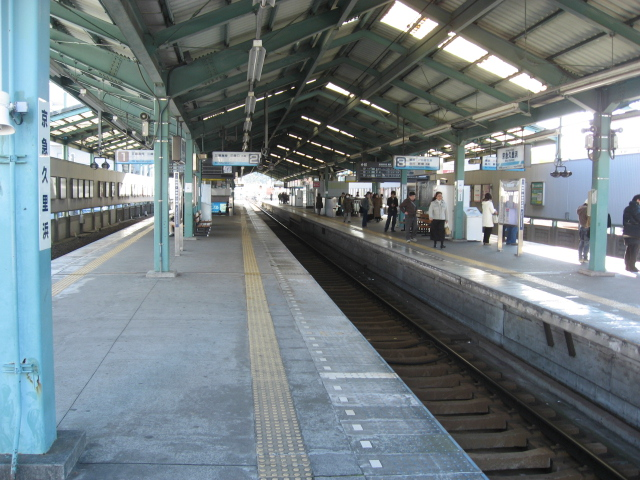
승강장 (2007년)
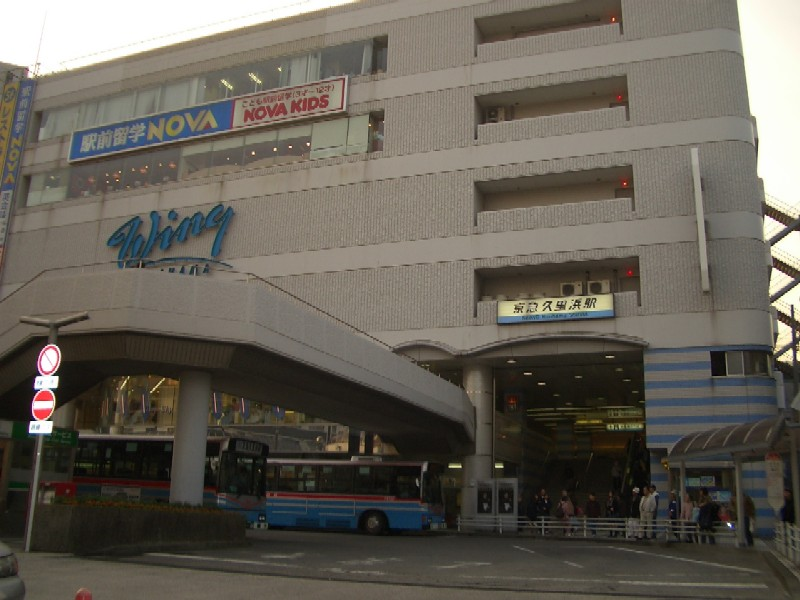
2004년 동구
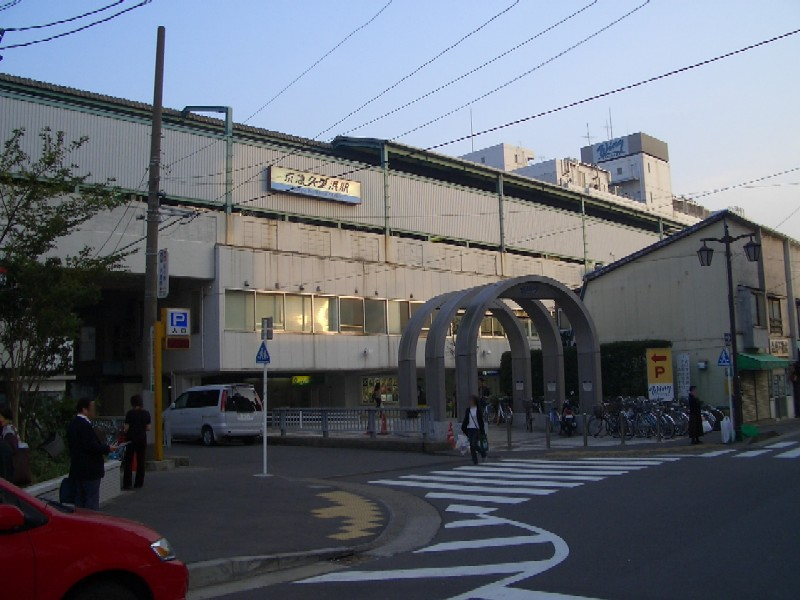
서쪽 출구 (2004년)
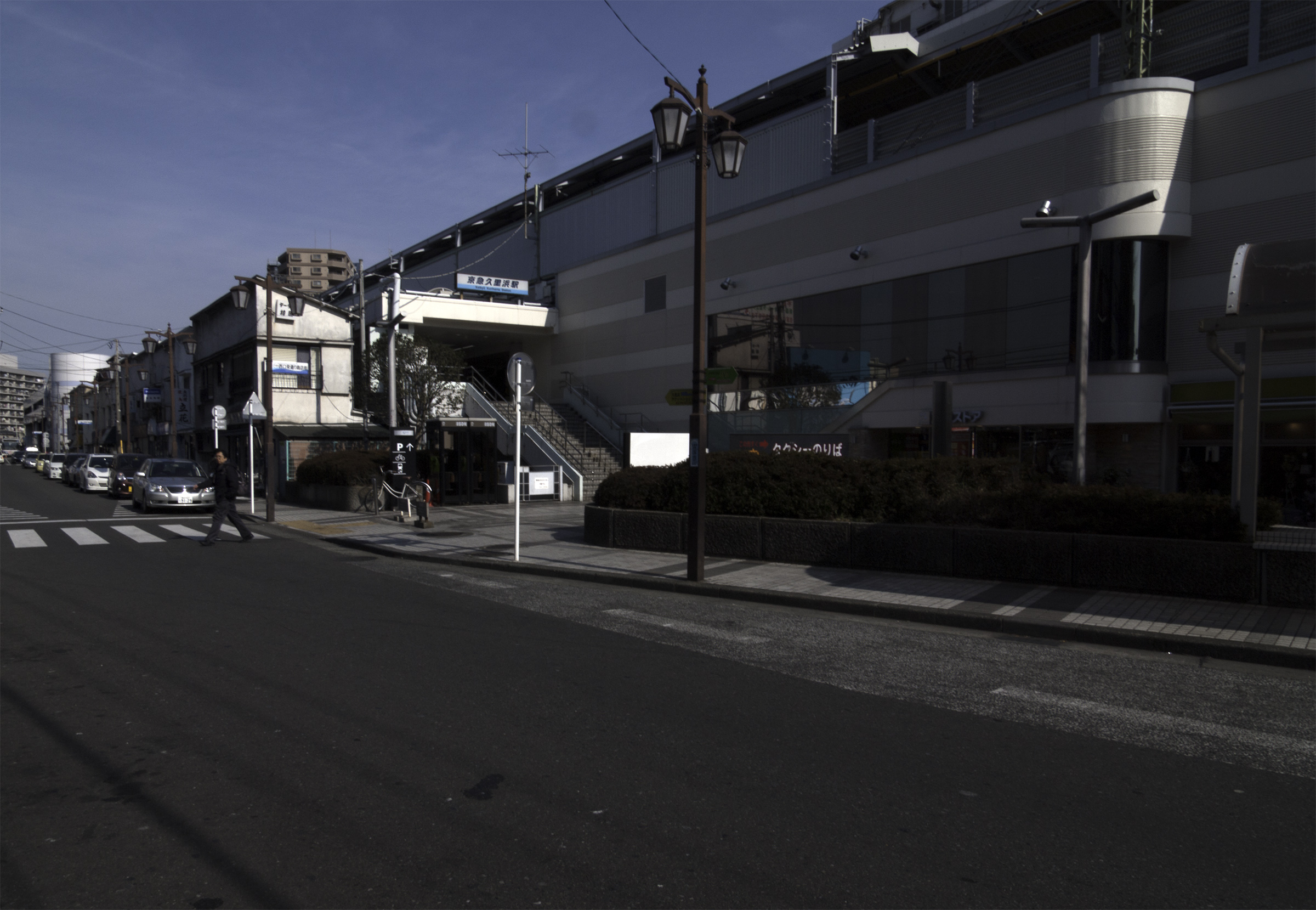
서쪽 출구 (남방 2011년)
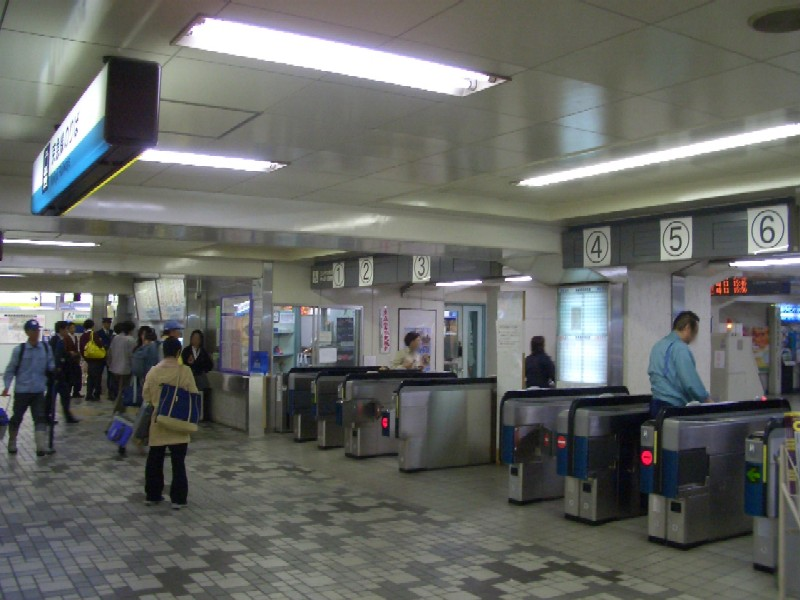
개찰구 (2004년)

## 인접역
| 게이힌 급행 전철 ■ 구리하마 선    | 게이힌 급행 전철 ■ 구리하마 선 | 게이힌 급행 전철 ■ 구리하마 선 |
| --------------------------------- | ------------------------------ | ------------------------------ |
| KK66 기타쿠리하마 호리노우치 방면 | 쾌특・특급                     | KK68 YRP 노비 미사키구치 방면  |
| KK66 기타쿠리하마 호리노우치 방면 | 보통                           | 시·종착역                      |

## 외부
- 게이힌 급행 전철 게이큐 구리하마역